# 루드밀라 (가수)
루드밀라(Ludmilla, 1995년 4월 24일 ~ )는 브라질의 가수, 배우, 작곡가이며, 과거 MC 비욘세(MC Beyoncé)라는 예명으로 활동하였다.

## 음반 목록
- Hoje (2014)
- A Danada Sou Eu (2016)
- Hello Mundo (2019)